# Проклятието на титана
„Проклятието на титана“ е фентъзи-приключенски роман, базиран на древногръцката митология. Той е написан от Ричард Ръсел Риърдън и е публикуван през 2007 г. „Проклятието на титана“ е третият роман от поредицата „Пърси Джаксън и боговете на Олимп“. Той е следващата книга след „Морето на чудовищата“.
В книгата се разказва за приключенията на четиринадесетгодишния полубог Пърси Джаксън, който заедно с приятелите си се впуска в опасно приключение. В това приключение те трябва да спасят приятелката му Анабет и гръцката богиня Артемида, които са отвлечени.
„Проклятието на титана“ получава добри отзиви. Номинирана е за много награди. Книгата става бестселър номер едно на „Ню Йорк Таймс“ за детски поредици и „Book Sense Top Ten Summer Pick“ за 2007 г. Книгата е издадена в Съединените щати и Обединеното кралство на 1 май 2007 г. Романът е издаден и във формат аудиокнига. Актьорът Джеси Бърнстейн чете аудиокнигата. След нея излиза „Битката за Лабиринта“, която е четвъртата книга от поредицата.